# Bothrideres subvittatus
Bothrideres subvittatus är en skalbaggsart som beskrevs av Sharp 1895. Bothrideres subvittatus ingår i släktet Bothrideres och familjen rovbarkbaggar. Inga underarter finns listade i Catalogue of Life.